# NGC 2013
NGC 2013 ist ein offener Sternhaufen im Sternbild Auriga. Der Sternhaufen wurde am 10. Februar 1831 von dem Astronomen John Herschel entdeckt. Die Entdeckung wurde später im New General Catalogue verzeichnet.